# Cuanalá, Ahuacatlán
Cuanalá är en ort i Mexiko.   Den ligger i kommunen Ahuacatlán och delstaten Puebla, i den sydöstra delen av landet, 140 km öster om huvudstaden Mexico City. Cuanalá ligger 1 653 meter över havet och antalet invånare är 426.
Terrängen runt Cuanalá är kuperad åt nordväst, men åt sydost är den bergig. Runt Cuanalá är det ganska tätbefolkat, med 160 invånare per kvadratkilometer. Närmaste större samhälle är Zacatlán, 9,2 km sydväst om Cuanalá. I omgivningarna runt Cuanalá växer i huvudsak blandskog.